# Sayonara Tokyo
«Sayonara Tokyo» (с англ. — «Прощай, Токио»; в японском издании — «サヨナラ Tokyo») — песня, записанная Бонни Тайлер. Песня была написана Биллом Крачфилдом и Кинтаро Накамурой, продюсером выступил Эики Утида.
В качестве отдельного сингла песня была выпущена в 1981 году исключительно в Японии на лейбле RCA Records (последний релиз артистки на лейбле). Позднее песня была включена в японскую версию сборника Best.
На оборотной стороне была записана песня «Gonna Get Better», написанная баром Тайлер, Полом Хопкинсом.

## Список композиций
1. Sayonara Tokyo (サヨナラ Tokyo)[2]
2. Gonna Get Better (ゴ'ナ・ゲツ卜・べター)